# راز دانه
راز دانه (فرانسوی: La graine et le mulet‎) فیلمی فرانسوی-تونسی در سبک درام به کارگردانی عبداللطیف کشیش است که در سال ۲۰۰۷ منتشر شد. این فیلم برنده جایزه سزار سال ۲۰۰۸ شد و یکی از نامزدهای دریافت شیرطلایی جشنواره ونیز ۲۰۰۷ بود.

## داستان
فیلم داستان کارگر عرب ۶۰ ساله‌ای را روایت می‌کندکه از همسر خود، در حالی‌که فرزندی نیز دارند جدا شده و زندگی سختی را پشت سر گذاشته است. او قصد دارد که رستورانی را بر روی یک کشتی کهنه راه‌اندازی کند و در این راه مجبور است با موانع متعددی دست و پنجه نرم کند.

## بازیگران
- حفصیه حرزی
- بوراویه مرزوق
- حبیب بوفارس
- کارول فرانک
- میلز بوزید

## جایزه‌ها
- جایزه سزار سال ۲۰۰۸[۳]
  - بهترین فیلم فرانسوی
  - بهترین کارگردان: عبداللطیف کشیش
  - بهترین فیلمنامه غیراقتباسی: عبداللطیف کشیش
  - بازیگر زن آینده‌دار: حفصیه حرزی
- جشنواره بین‌المللی فیلم پرتقال طلایی آنتالیا سال ۲۰۰۷
  - جایزه بهترین کارگردان
- جشنواره فیلم ونیز سال ۲۰۰۷
  - جایزه ویژه هیئت داوران به همراه فیلم من آنجا نیستم
  - جایزه مارچلو ماسترویانی برای حفصیه حرزی
  - نامزد شیر طلایی
- جایزه لوئی دولوک سال ۲۰۰۷